# Super League 2010 (Cina)
La Chinese Super League 2010 è stata la settima edizione della Chinese Super League, 51ª del campionato di calcio cinese e ha visto come squadra vincitrice lo Shandong Luneng, che aggiunge questo successo agli altri tre ottenuti nel torneo (due nella Chinese Super League, nel 2006 e 2008, e uno nella Jia-A League, nel 1999).
In questo campionato, la vittoria in casa più larga è stata tra lo Shaanxi e il Changsha, terminata 5-0 per la prima squadra citata. La vittoria più larga in trasferta è stata nella partita fra lo Shenzhen e lo Shanghai Shenhua, terminata 0-4 in favore della squadra di Shanghai. La partita terminata con più goal è stata disputata fra lo Shenzhen e il Liaoning, terminata 4-4.
Il miglior marcatore è stato Duvier Riascos dello Shanghai Shenhua, con 20 gol. Le reti segnate in questo campionato ammontano a 581, realizzate in 240 partite (quindi con una media di 2,42 gol a partita).

## Sedi e stadi delle squadre
| Club               | Città     | Stadio                                           |
| ------------------ | --------- | ------------------------------------------------ |
| Beijing Guoan      | Pechino   | Stadio dei Lavoratori di Pechino                 |
| Changchun Yatai    | Changchun | Development Area Stadium                         |
| Changsha Ginde     | Changsha  | Helong Stadium                                   |
| Chongqing Lifan    | Chongqing | Stadio del Centro sportivo olimpico di Chongqing |
| Dalian Shide       | Dalian    | Stadio Jinzhou                                   |
| Hangzhou Greentown | Hangzhou  | Yellow Dragon Stadium                            |
| Henan Jianye       | Zhengzhou | Hanghai Stadium                                  |
| Jiangsu Sainty     | Nanchino  | Centro sportivo olimpico di Nanchino             |
| Liaoning Whowin    | Shenyang  | Shenyang Tiexi Stadium                           |
| Nanchang Hengyuan  | Nanchang  | Nanchang Bayi Stadium                            |
| Qingdao Jonoon     | Tsingtao  | Qingdao Tiantai Stadium                          |
| Shaanxi Chan-Ba    | Xi'an     | Shaanxi Province Stadium                         |
| Shandong Luneng    | Jinan     | Shandong Provincial Stadium                      |
| Shanghai Shenhua   | Shanghai  | Stadio Hongkou                                   |
| Shenzhen Ruby      | Shenzhen  | Stadio Shenzhen                                  |
| Tianjin Teda       | Tientsin  | TEDA Football Stadium                            |

## Classifica finale
|       | Pos. | Squadra          | Pt | G  | V  | N  | P  | GF | GS | DR  |
| ----- | ---- | ---------------- | -- | -- | -- | -- | -- | -- | -- | --- |
| China | 1.   | Shandong Taishan | 63 | 30 | 18 | 9  | 3  | 59 | 34 | +25 |
|       | 2.   | Tianjin Teda     | 50 | 30 | 13 | 11 | 6  | 37 | 29 | +8  |
|       | 3.   | Shanghai Shenhua | 48 | 30 | 14 | 6  | 10 | 44 | 41 | +3  |
|       | 4.   | Hangzhou Lücheng | 48 | 30 | 13 | 9  | 8  | 38 | 30 | +8  |
|       | 5.   | Beijing Guoan    | 46 | 30 | 12 | 10 | 8  | 35 | 29 | +6  |
|       | 6.   | Dalian Shide     | 42 | 30 | 10 | 12 | 8  | 40 | 37 | +3  |
|       | 7.   | Liaoning         | 40 | 30 | 10 | 10 | 10 | 39 | 36 | +3  |
|       | 8.   | Henan Jianye     | 40 | 30 | 9  | 13 | 8  | 31 | 31 | 0   |
|       | 9.   | Changchun Yatai  | 38 | 30 | 10 | 8  | 12 | 40 | 41 | -1  |
|       | 10.  | Shaanxi Renhe    | 37 | 30 | 9  | 10 | 11 | 33 | 36 | -3  |
|       | 11.  | Jiangsu Sainty   | 35 | 30 | 8  | 11 | 11 | 27 | 27 | 0   |
|       | 12.  | Shenzhen Ruby    | 32 | 30 | 8  | 8  | 14 | 34 | 41 | -7  |
|       | 13.  | Nanchang B.H.    | 32 | 30 | 8  | 8  | 14 | 33 | 35 | -2  |
|       | 14.  | Q. Zhongneng     | 30 | 30 | 6  | 12 | 12 | 31 | 44 | -13 |
|       | 15.  | Chongqing Lifan  | 30 | 30 | 7  | 9  | 14 | 36 | 48 | -11 |
|       | 16.  | Changsha Ginde   | 30 | 30 | 6  | 12 | 12 | 24 | 42 | -18 |

Legenda:

      Campione di Cina e ammessa alla fase a gironi di AFC Champions League 2012

      Ammesse alla fase a gironi di AFC Champions League 2012

      Retrocessa in China League One 2012

Note:
Tre punti a vittoria, uno a pareggio, zero a sconfitta.

## Statistiche

### Squadre

#### Capoliste solitarie
|    | —— | —— | ——   | ——   | —— | ——       | ——       | ——       | ——         | ——         | ——  | ——                      | ——                      | ——                      | ——                      | ——                      | ——                      | ——                      | ——                      | ——                      | ——                      | ——                      | ——                      | ——                      | ——                      | ——                      | ——                      | ——                      | ——                      | —— |  |
|    |    |    | Shen | Shan |    | Shandong | Shandong | Shandong | S. Shenhua | S. Shenhua |     | Shandong Luneng Taishan | Shandong Luneng Taishan | Shandong Luneng Taishan | Shandong Luneng Taishan | Shandong Luneng Taishan | Shandong Luneng Taishan | Shandong Luneng Taishan | Shandong Luneng Taishan | Shandong Luneng Taishan | Shandong Luneng Taishan | Shandong Luneng Taishan | Shandong Luneng Taishan | Shandong Luneng Taishan | Shandong Luneng Taishan | Shandong Luneng Taishan | Shandong Luneng Taishan | Shandong Luneng Taishan | Shandong Luneng Taishan |    |  |
|    |    |    |      |      |    |          |          |          |            |            |     |                         |                         |                         |                         |                         |                         |                         |                         |                         |                         |                         |                         |                         |                         |                         |                         |                         |                         |    |  |
|    |    |    |      |      |    |          |          |          |            |            |     |                         |                         |                         |                         |                         |                         |                         |                         |                         |                         |                         |                         |                         |                         |                         |                         |                         |                         |    |  |
| 1ª | 2ª | 3ª | 4ª   | 5ª   | 6ª | 7ª       | 8ª       | 9ª       | 10ª        | 11ª        | 12ª | 13ª                     | 14ª                     | 15ª                     | 16ª                     | 17ª                     | 18ª                     | 19ª                     | 20ª                     | 21ª                     | 22ª                     | 23ª                     | 24ª                     | 25ª                     | 26ª                     | 27ª                     | 28ª                     | 29ª                     | 30ª                     |    |  |

#### Primati stagionali
Squadre
- Maggior numero di vittorie: Shandong Luneng (18).
- Minor numero di sconfitte: Shandong Luneng (3).
- Migliore attacco: Shandong Luneng (59 gol fatti).
- Miglior difesa: Jiangsu Sainty (27 gol subiti).
- Miglior differenza reti: Shandong Luneng (+25).
- Maggior numero di pareggi: Henan jianye (13).
- Minor numero di pareggi: Shanghai Shenhua (6).
- Maggior numero di sconfitte: Shenzhen Ruby, Nanchang e Chongqing Lifan (14).
- Minor numero di vittorie: Qingdao Zhongneng e Changsha Ginde (6).
- Peggiore attacco: Changsha Ginde (24 gol fatti).
- Peggior difesa: Chongqing Lifan (48 gol subiti).
- Peggior differenza reti: Changsha Ginde (−18).
- Miglior serie positiva: Henan Jianye (11 risultati utili).
- Peggior serie negativa: Shenzhen Ruby e Chongqing Lifan (5 sconfitte).

Partite
- Più gol (8): Shenzhen Ruby-Liaoning 4-4
- Maggiore scarto di gol (5): Shaanxi Rehne-Changsha Ginde 5-0
- Maggior numero di reti in una giornata:
- Maggior numero di espulsioni:

### Individuali

#### Classifica marcatori
| Pos. | Nome giocatore | Club             | Goal |
| ---- | -------------- | ---------------- | ---- |
| 1    | Duvier Riascos | Shanghai Shenhua | 20   |
| 2    | Han Peng       | Shandong Taishan | 17   |
| 3    | Luis Ramírez   | Hangzhou Lücheng | 14   |
| 4    | Ahn Jung-hwan  | Dalian Shide     | 10   |
| 4    | Chen Zhizhao   | Nanchang B.H.    | 10   |
| 4    | José Duarte    | Chongqing Lifan  | 10   |
| 4    | Leandro Netto  | Henan Jianye     | 10   |
| 4    | Yang Xu        | Liaoning         | 10   |
| 5    | James Chamanga | Dalian Shide     | 9    |
| 5    | Johnny Woodly  | Chongqing Lifan  | 9    |

## Record stagionali
- Vittoria più larga in casa: Shaanxi Chan-Ba 5-0 Changsha Ginde
- Vittoria più larga in trasferta: Shenzhen Ruby 0-4 Shanghai Shenhua
- Partita con più goal: Shenzhen Ruby 4-4 Liaoning Whowin
- Miglior marcatore: Duvier Riascos (20 goal)
- Squadra con più autogol subiti a favore: Henan Jianye - 3 autogoal
- Striscia di risultati positivi più lunga: Shandong Shenhua - 20 partite (15 vittorie, 5 pareggi)
- Striscia di risultati negativi più lunga: Qingdao Jonoon - 4 partite; Shenzhen Ruby - 4 partite
- Squadra con più punti: Shandong Luneng - 63 punti
- Squadra con meno punti: Qingdao Jonoon - 30 punti; Chongqing Lifan - 30 punti; Changsha Ginde - 30 punti
- Squadra con maggior numero di goal segnati: Shandong Luneng - 59 goal
- Squadra con minor numero di goal segnati: Changsha Ginde - 24 goal
- Squadra con maggior numero di goal subiti: Chongqing Lifan - 48 goal
- Squadra con minor numero di goal subiti: Jiangsu Sainty - 27 goal
- Squadra con maggior differenza reti positiva: Shandong Luneng - +25
- Squadra con minor differenza di reti positiva: Henan Jianye - 0; Jiangsu Sainty - 0
- Squadra con maggior differenza reti negativa: Changsha Ginde - -18
- Squadra con minor differenza reti negativa: Henan Jianye - 0; Jiangsu Sainty - 0